# Cassville (Missouri)
Cassville é uma cidade localizada no estado americano de Missouri, no Condado de Barry.

## Demografia
Segundo o censo americano de 2000, a sua população era de 2890 habitantes.
Em 2006, foi estimada uma população de 3250, um aumento de 360 (12.5%).

## Geografia
De acordo com o United States Census Bureau tem uma área de
7,2 km², dos quais 7,2 km² cobertos por terra e 0,0 km² cobertos por água. Cassville localiza-se a aproximadamente 453 m acima do nível do mar.

## Localidades na vizinhança
O diagrama seguinte representa as localidades num raio de 20 km ao redor de Cassville.